# Peter Joseph Blum
Pour les articles homonymes, voir Blum.
Peter Joseph Blum, né le 18 avril 1808 à Geisenheim et mort le 30 décembre 1884 à Limbourg, est un prélat allemand qui vécut à l'époque du Kulturkampf.

## Biographie

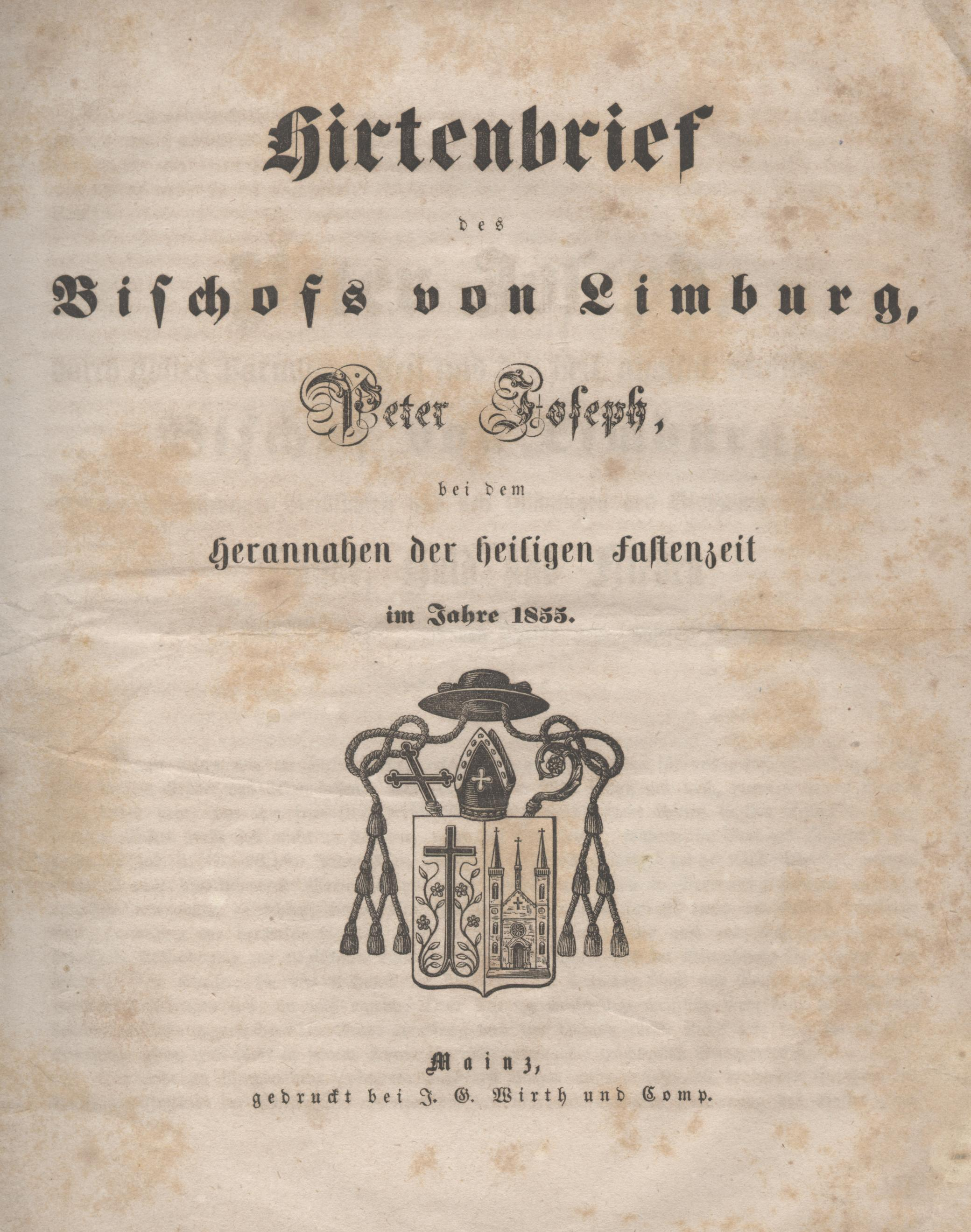
Lettre pastorale de 1855 de Mgr Blum

Blum est fils d'un cordonnier. Après ses études à Bonn et à Wurtzbourg, il est ordonné prêtre le 28 mars 1832. Il est nommé ensuite chanoine du chapitre de la cathédrale Saint-Georges de Limbourg-sur-Lahn et enseigne au séminaire. Après une courte période en tant que curé de paroisse, il est nommé évêque de Limbourg par Grégoire XVI en 1842. Il est consacré le 2 octobre 1842 par l'évêque de Fulda, Mgr Pfaff.
Mgr Blum est un homme d'une grande culture avec un faisceau d'intérêts variés. Il se soucie également de médecine pour le soin de la population de son diocèse et du duché de Nassau, ce qui constitue une part de l'identité de ce territoire encore actuellement. L'évêque soutient le système de santé du duché et appuie la fondation de sociétés ou congrégations religieuses vouées au soin des malades, comme les pauvres servantes de Jésus-Christ qui servent de modèles à d'autres associations, par exemple les frères de la Miséricorde de Montabaur. Les Sœurs de Dernbach offrent une formation théorique et pratique de haut niveau par rapport à la médecine de l'époque. L'évêque les aide à se développer et à élargir le champ de leurs activités à l'étranger, en particulier aux États-Unis.
Cependant Mgr Blum doit affronter les difficultés anti-catholiques de l'époque qui culminent avec le Kulturkampf des années 1870, dont les lois discriminent les catholiques aussi bien en Nassau qu'en Prusse entière. La personnalité brillante et les fondations sociales de Mgr Blum contredisent les intérêts de nouvel Empire allemand de Bismarck qui se méfiait du particularisme catholique dans un Empire à majorité protestante. Les congrégations et les ordres catholiques sont interdits. L'évêque est même déposé par les lois de mai 1877 et il est en conséquence obligé de fuir en Bohême, où il est accueilli par le prince Charles de Löwenstein-Wertheim-Rosenberg (1834-1921) dans son château de Haid, près d'Egra. Lorsque le Kulturkampf s'apaise, l'évêque retourne dans son diocèse en 1883. 
Mgr Blum est une personnalité marquante de l'époque du Kulturkampf bismarckien. Il est enterré à la cathédrale de Limbourg. Son tombeau est l'œuvre de l'architecte Max Meckel (de).